# ホタルイカモドキ科
ホタルイカモドキ科（学名：Enoploteuthidae ）は、ツツイカ目 開眼亜目（ツツイカ類 開眼目）に所属するイカの分類群の一つである。ホタルイカモドキ科はホタルイカをはじめとして世界の温熱帯外洋域で4属39種が認められ、さらに未記載種の存在が示唆されている。ホタルイカモドキ属 (Enoploteuthis ) が模式属となっていることから、科の和名がホタルイカモドキ科となっている。

## 分布・生態
ホタルイカモドキ科は、小型のイカで全世界の温熱帯外洋域、赤道から混合域、冷水域の亜表層から中層に分布する。亜表層の複雑な水塊に棲息する遊泳力が低いマイクロネクトンであるため、外洋性のイカとしては種の多様性が高く、そのバイオマスも高い。
自身は高次の捕食者でありながら、さらにまた大型の遊泳生物に捕食されその重要なえさとなっている。
中層と表層を日周鉛直移動を繰り返すことから、中深層への物質移動に大きく関与していると推測されている。

## 形態
外套膜は円錐形から円筒形で、後方になるにつれ細くなり、後端はゼラチン質様の組織の尾部となる。
体表腹面全体に粒状の発光器をもち、この発光器がときには明瞭な配列を示すものがある。眼胞腹面に5-9個の発光器をもつ。触腕、内臓上には発光器をもたない。
腕には2列の吸盤があり、腕基部よりのものは小鉤に変形し、成体では先端よりにだけ吸盤がある。オスの右第IV腕は交接腕化し、1-2枚の半月状の膜が発達し、その部分の吸盤および鉤は失われることが多い。触腕は一般的には長く、掌部基部には少数の吸盤と肉瘤、中央部には吸盤の変形した鉤が1-2列にあり、吸盤が1-2列にならぶ。先端部には小吸盤が2-4列に密にならぶ。
纏卵腺がないため、卵は細い卵紐として産出される。

## 分類
ホタルイカモドキ科には、ホタルイカモドキ属、ナンヨウホタルイカ属 ( Abralia )、ニセホタルイカ属 ( Abraliopsis ) およびホタルイカ属 ( Watasenia ) の4属が認められている。この4属の間での系統関係については、まだ十分な検討がなされていない。また、ホタルイカ属については触腕以外に明確な形態学的な形質の差異がニセホタルイカ属との間で見られないことから、ニセホタルイカ属の亜属となる可能性が示唆されている。
形態的な特徴から、ホタルイカモドキ科は尾部とヒレの位置および眼胞上にある発光器の数などにより、ホタルイカモドキ亜科 ( Enoploteuthinae ) とナンヨウホタルイカ亜科 ( Abraliinae ) の2亜科に分けられる。ホタルイカモドキ亜科には、ヒレが外套膜後端よりも前に位置し、眼胞上の発光器は9個もつことを特徴とするホタルイカモドキ属の1属のみが属する。ナンヨウホタルイカモドキ亜科には、ヒレが外套膜後端と同位となり、眼胞上の発光器は5個（ナンヨウホタルイカ属では発光器5個に小発光器が加わることがある。）を特徴として、本科の残り3属が属する。
また、明確に上科を形成するとまではいかないものの、ホタルイカモドキ科とダイオウホタルイカ科 ( Ancistrocheiridae ) 、マダマイカ科 ( Pyroteuthidae ) およびヒカリイカ科 ( Lycoteuthidae )は次の形質
- 腕、触腕に鉤をもつ
- 囲口膜に8本の支持肉柱をもつ
- 囲口膜が第IV腕の背側に接続する
- 触腕掌部の固着器が基部にのみ認められる
- 発達した肉質の尾部をもつ
- 囲口膜の内側に多数の微小な肉質突起をもつ
- 第IV腕が交接腕化する

（以上ついては、土屋 (2009)、p.251 による。）の類似性でホタルイカモドキ科群 ( Enoploteuthid families ) としてまとめられている。
科レベルでの系統解析では異なる結果が示唆されていて、未だに確定的な結果が出ていない。これには、従来のツツイカ類が単系統群ではないとするものがあり、まずホタルイカモドキ科がイカ類で最も早く分岐し、ツツイカ類にコウイカ類およびミミイカ類が内包されるという仮説がある。これによれば、ホタルイカモドキ科群は単系統群ではないという結果となる。一方、別の系統解析結果では、ツツイカ類および開眼類の単系統性が支持され、ホタルイカは最も遅い分岐となるという異なる結果を示している。

### ホタルイカモドキ科の種
ここではTree of Life Web Projectに記載されている種を掲げる（和名については、土屋 (2000)、pp.195-269. による。）。

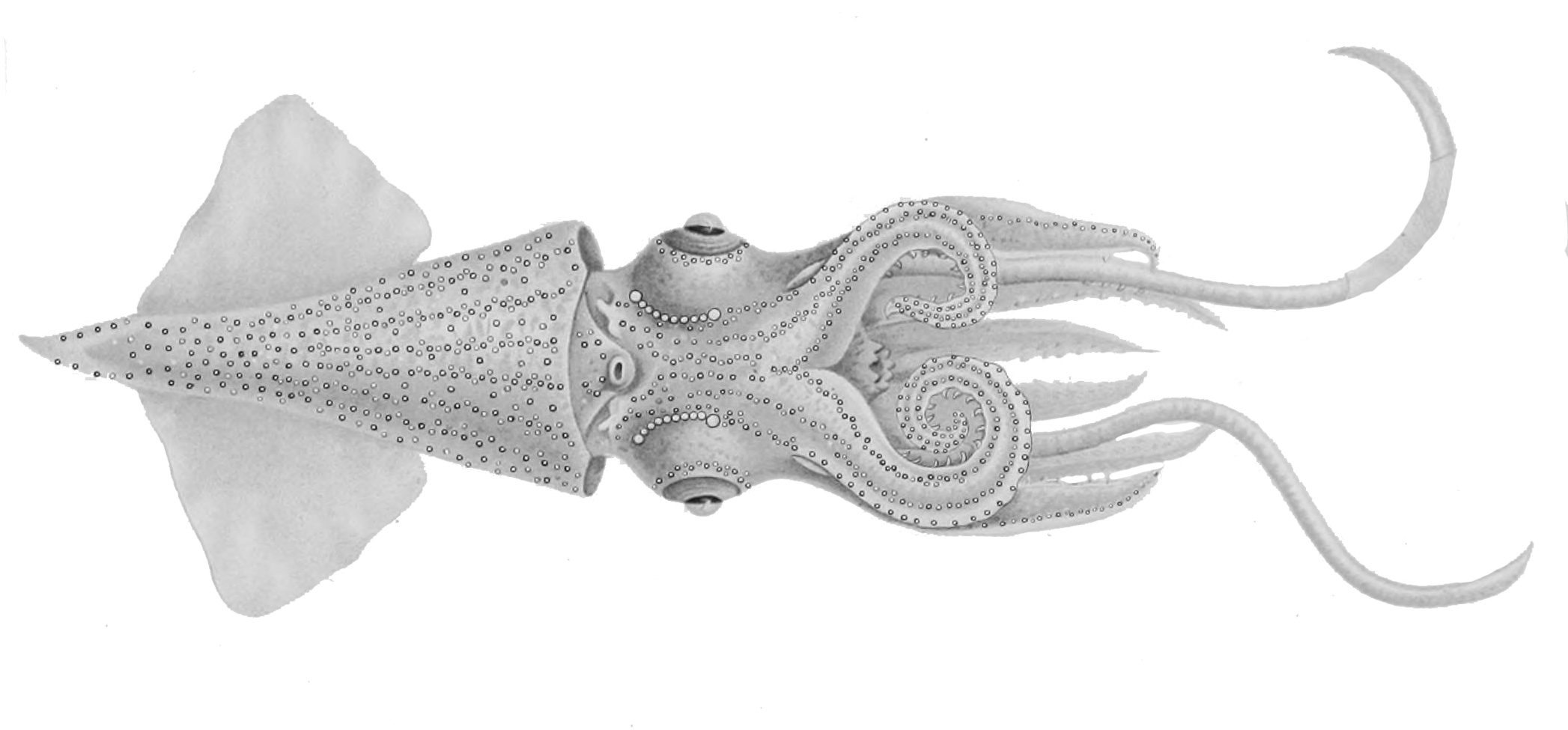
ホタルイカモドキ属の一種モトホタルイカモドキ Enoploteuthis leptura

- ホタルイカモドキ属 Enoploteuthis Orbigny in Rüppell, 1844[10]
ホタルイカモドキ科の中では大きくなる、外套背長15cmになる種もある。ヒレは外套膜後端より前に位置し、眼胞上の発光器は9個[4]。
  - Enoploteuthis 亜属[10]
    - モトホタルイカモドキ Enoploteuthis leptura (Leach, 1817)
    - Enoploteuthis magnoceani Nesis, 1982
    - ハスメホタルイカモドキ Enoploteuthis obliqua Burgess, 1982
    - ヤスジホタルイカモドキ Enoploteuthis octlineata Burgess, 1982
    - ミナミホタルイカモドキ Enoploteuthis reticulata Rancurel, 1970

  - Paraenoploteuthis 亜属[10]
    - タイセイヨウホタルイカモドキ Enoploteuthis anapsis Roper, 1964
    - ホタルイカモドキ Enoploteuthis chuni Ishikawa, 1914
    - オーストラリアホタルイカモドキ Enoploteuthis galaxias Berry, 1918
    - ヒギンスホタルイカモドキ Enoploteuthis higginsi Burgess, 1982
    - ハワイホタルイカモドキ Enoploteuthis jonesi Burgess, 1982
    - Enoploteuthis semilineata Alexeyev, 1994
- ナンヨウホタルイカ属 Abralia Gray, 1849[11]ナンヨウホタルイカ属の1種ホシゾラホタルイカ Abralia astrosticta

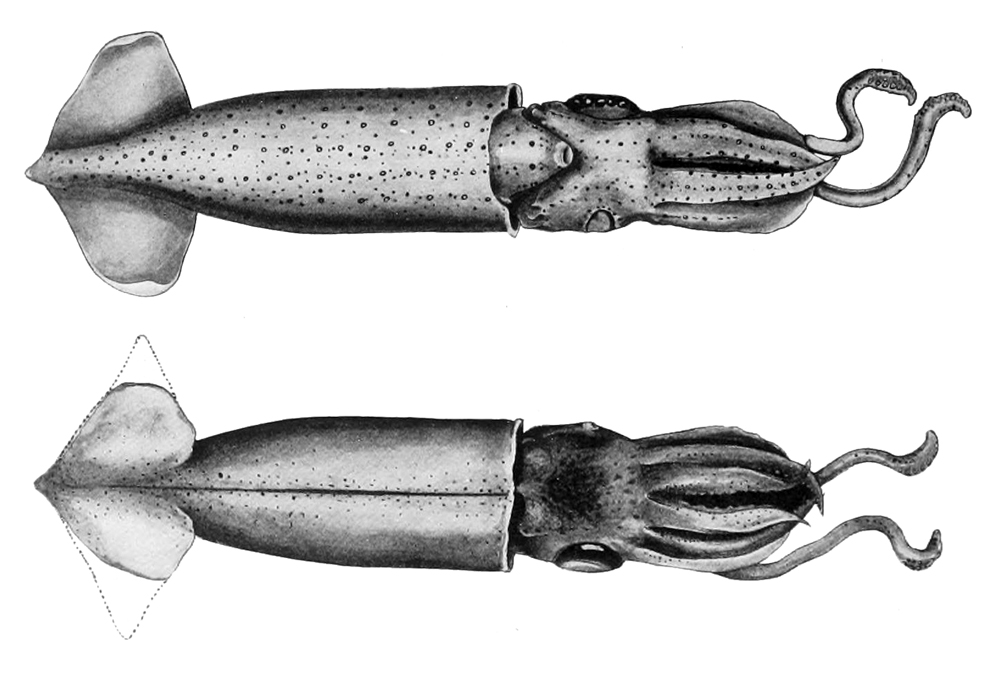
ナンヨウホタルイカ属の1種ホシゾラホタルイカ Abralia astrosticta

外套背長は2-7cmで、ヒレは外套後端に達する[12]。眼胞の発光器は基本数が5個であるが、小発光器が加わったりする[12]。形態的な多様性が高く、分布域が狭い種が多い[12]。
  - Abralia 亜属[11]
    - Abralia armata
    - タイワンホタルイカ Abralia multihamata Sasaki, 1929
    - Abralia renschi
    - フィリピンホタルイカ Abralia spaercki Grimpe, 1931
    - オビスジホタルイカ Abralia steindachneri Weindl, 1914

  - Asteroteuthis 亜属[11][13]
    - タイセイヨウホタルイカ Abralia veranyi (Ruppell, 1844)

  - Astrabralia 亜属[11]
    - ホシゾラホタルイカ Abralia astrosticta Berry, 1909
    - ギンガホタルイカ Abralia astrolineata Berry, 1914

  - Pygmabralia 亜属[11]
    - フロリダホタルイカ Abralia grimpei Voss, 1958
    - Abralia omiae Hidaka and Kubodera, 2000
    - カリブホタルイカ Abralia redfieldi Voss, 1955
    - ニタリホタルイカ Abralia similis Okutani and Tsuchiya, 1987

  - Heterabralia 亜属[11]
    - ナンヨウホタルイカ Abralia andamanica (Goodrich 1896)
    - フトクビホタルイカ Abralia heminuchalis Burgess, 1992
    - Abralia robsoni
    - ケープホタルイカ Abralia siedleckyi Lipinski, 1983
    - ミカギナンヨウホタルイカ Abralia trigonura Berry, 1913

  - Enigmoteuthis 亜属[11]
    - フシギホタルイカ Abralia dubia (Adam, 1960)[14]
    - コウカイホタルイカ Abralia fasciolata Tsuchiya, 1991
    - アラビアホタルイカ Abralia marisarabica Okutani, 1983
- ニセホタルイカ属 Abraliopsis Joubin, 1896[15]ニセホタルイカ属の1種 Abraliopsis morisii

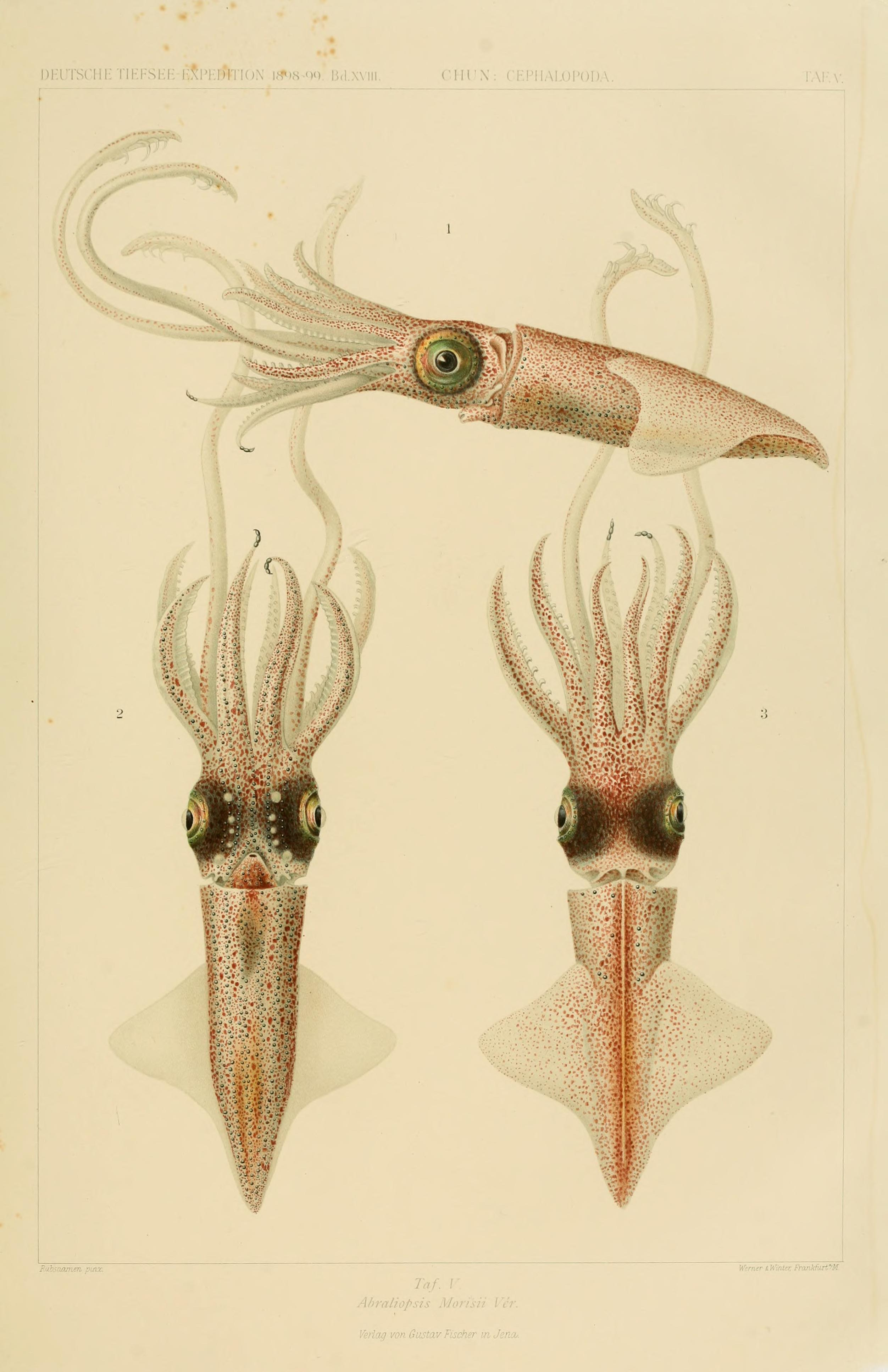
ニセホタルイカ属の1種 Abraliopsis morisii

外套背長は2-6cmで、ヒレは外套後端に達する[16]。眼胞の発光器は5個[16]。
  - Abraliopsis 亜属[15]
    - カリフォルニアホタルイカ Abraliopsis felis Okutani and McGowan, 1968[17]
    - ホイルホタルイカ Abraliopsis hoylei (Pfeffer, 1884)
    - Abraliopsis morisii (Vérany, 1839)
    - タイヘイヨウホタルイカ Abraliopsis pacificus Tsuchiya and Okutani, 1991
    - ウデナガホタルイカ Abraliopsis tui Riddell, 1985

  - Micrabralia 亜属[15]
    - インドヨウホタルイカ Abraliopsis lineata (Goodrich, 1896)
    - アフリカホタルイカ Abraliopsis gilchristi (Robson, 1924)

  - Pfefferiteuthis 亜属[15]
    - ナカマホタルイカ Abraliopsis affinis (Pfeffer, 1912)
    - Abraliopsis atlantica Nesis, 1982
    - Abraliopsis chuni Nesis, 1982
    - カマホタルイカ Abraliopsis falco Young, 1972
- ホタルイカ属 Watasenia Ishikawa, 1914[18]ホタルイカ Watasenia scintillans の流通形態の一例

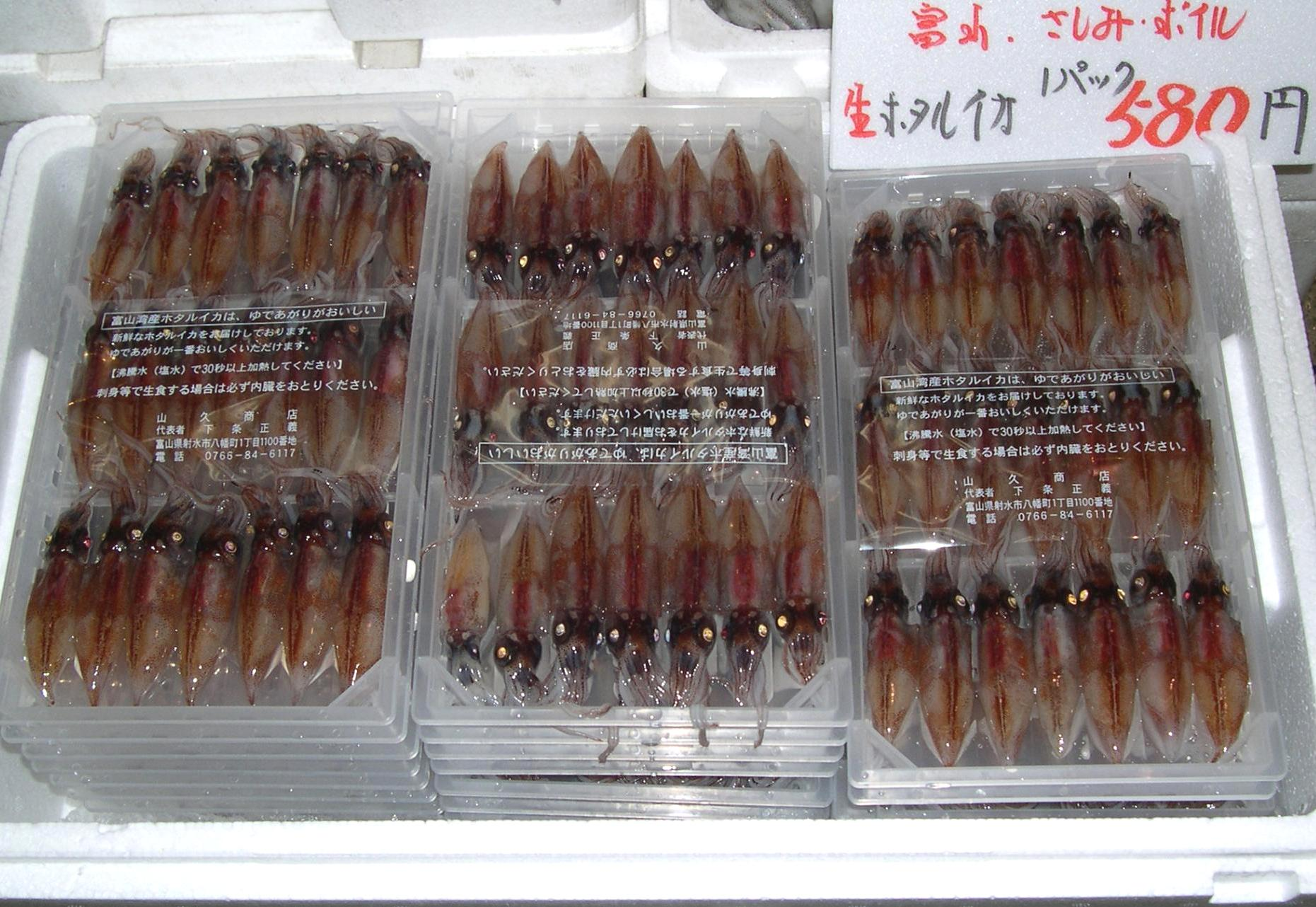
ホタルイカ Watasenia scintillans の流通形態の一例

外套背長は7cmで、ヒレは外套後端に達する[8]。眼胞の発光器は5個[8]。この属はホタルイカ1種のみである[8]。
  - ホタルイカ Watasenia scintillans (Berry, 1911)[2]

## その他
ホタルイカという種が「モドキ」という名のつく科に属するということについて、フジテレビ系列のバラエティ番組『トリビアの泉 〜素晴らしきムダ知識〜』において「ホタルイカはホタルイカモドキ科」というかたちで紹介された。番組ではその続きに「ホタルイカモドキ科にはニセホタルイカがいる」という事実も紹介した。
日本では1905年に渡瀬庄三郎がホタルのように光るイカを発見しホタルイカと命名し、1914年に石川千代松が発見したイカがホタルイカに似ていたことからホタルイカモドキと命名した。一方、世界的には日本のホタルイカよりも前にホタルイカモドキに近い種がすでに発見されており、1900年に「ホタルのように光る小さいイカ」のグループはこのホタルイカモドキに近い種を基準としてENOPLOTEUTHIDAE科と命名されていた。このため、ENOPLOTEUTHIDAE科の和名はホタルイカモドキ科とされて現在に至っている。